# Gloucestersauce
Gloucestersauce [ˈɡlɒstəˌzoːsə] ist eine kalte Sauce der englischen Küche. Sie besteht aus Mayonnaise, die mit Senfpulver, Cayennepfeffer, Zitronensaft und Worcestershiresauce gewürzt und mit feingehacktem Fenchelkraut (je nach Rezept auch -knolle) und etwas saurer Sahne ergänzt wird.
Serviert wird Gloucestersauce zu Aspik, kaltem Braten, Räucherfisch und anderem Aufschnitt.